# Scorpaena inermis
Scorpaena inermis és una espècie de peix pertanyent a la família dels escorpènids.

## Descripció
- Fa 11 cm de llargària màxima.[4][5]

## Depredadors
És depredat per Antennarius striatus.

## Hàbitat
És un peix marí, associat als esculls de corall i de clima subtropical que viu entre 1-73 m de fondària. Habita principalment les illes del litoral i és capturat amb poca freqüència en aigües continentals.

## Distribució geogràfica
Es troba a l'Atlàntic occidental: des de Florida, les Bahames i Yucatán (Mèxic) fins a Curaçao i, probablement també, el nord de Sud-amèrica.

## Observacions
És inofensiu per als humans.